# Leif Nielsen
Leif Bernhard Nielsen (28 de maio de 1942) é um ex-futebolista dinamarquês, que atuava como goleiro.

## Carreira
Leif Nielsen fez parte do elenco da Seleção Dinamarquesa de Futebol que disputou a Eurocopa de 1964.

## Ligações Externas
- Perfil em FIFA.com (em inglês)